# 追球 (电视剧)
《追球》，2019年中国偶像剧。由范世錡、卜冠今领衔主演，爱奇艺于2019年6月17日首播。是由苏浩旗执导，范世錡、卜冠今、李艺彤、黄圣池、朱元冰、李汶翰、卢洋洋、洪潇、李希侃领衔主演的都市乒乓题材剧  。该剧讲述了齐景浩遭遇伪装进入学校为父亲洗刷冤屈的灰姑娘颜晓希，两人因乒乓球结缘的故事。 该剧于2019年6月17日在爱奇艺播出

## 播出信息

#### 早期宣传
2018年4月17日，该剧在深圳开机，同时正式发布了“青春篇”先导预告；7月25日，该剧于惠州举行首次探班活动。

#### 播出时间
| 频道       | 所在地   | 播出日期      | 播出时間`                           |
| ---------- | -------- | ------------- | ----------------------------------- |
| 爱奇艺     | 中国     | 2019年6月17日 | 每周一至周四晚20：00                |
| 爱奇艺频道 | 马来西亚 | 2019年8月26日 | 星期一至二 20:00 - 22:00（两集连播) |

## 演员列表

### 主要演员
| 演員                  | 角色   | 介紹 |
| 范世錡                | 齐景浩 | 腾远学院天字第一号男神，父親是齊氏集團總裁，母亲是著名的人体艺术家林语蓉，外公则是腾远学院的校长林修明。同时承受着女生们的仰慕和男生们无言的嫉恨，但两者对他来说都无关痛痒。身为兵乓球社的社长，齐景浩致力振兴早已一蹶不振的兵乓球社，之後成為顏曉希的男友。 |
| 卜冠今 (童年：崔雅涵) | 颜晓希 | 腾远学院的新转学生，家境贫寒，学习成绩一般，却宁愿自费也要挤进腾远。为了凑够腾远一个学期的学费，颜晓希花光平日打工的积蓄，还偷偷参加私人俱乐部兵乓球比赛赢取奖金。由于在比赛上施展旋风球绝技，还没进腾远，就已经成为了腾远男神齐景浩的狩猎目标。             |

### 其他演员
| 演員          | 角色   | 介紹 |
| 張智堯        | 顏志雲 | 顏曉希的養父，是個木匠。是二十年前騰遠的明星球員，但因為當年的一場意外而被騰遠校長開除。林语蓉的前男朋友。 |
| SNH48李艺彤   | 童嘉月 | 腾远学院的校花，不仅长得漂亮、千金小姐，还是一个学霸。童嘉月對不喜歡的人毒舌傲娇又不易亲近，但内心细腻，对待感情极为认真。在学校不乏追求者的童嘉月對侯建白一見鐘情，但一方面童嘉月不想放下自己的矜持及不想當小三，另一方面她又情不自禁的主动和侯建白接近，常常做出一些不符合自己风格的事情。是顏曉希的好朋友，侯建白與白薇分手後霸氣向其他人表明她是侯建白的女朋友，最終成功成為侯建白的女朋友。       |
| 黄圣池        | 厉圣   | 球坛新星，腾远学院的中流砥柱。面对乒乓球，他有着超乎寻常的认真严肃、勤奋执着。面对感情，他又表现出完全不同的温柔、贴心，对待颜晓希可谓是个名副其实的护花狂魔，不容许颜晓希受到一丝的伤害，因此与齐景浩也产生一种亦敌亦友的关系。 |
| 朱元冰        | 侯建白 | 侯建白帅气硬朗，不苟言笑。他的目标简单明确，打好兵乓球，拿奖学金，多赚点钱，让成为植物人的爸爸更好的治疗环境，让成绩优秀的弟弟继续升学。家庭变故后，侯建白一声不吭地把家庭责任全背在了自己身上。白天读书，练球，晚上兼职打工，他是腾远校园里最忙碌的学生。白薇前男朋友，後因白薇在培訓中親昏迷的齊景浩，被侯建白看到，之後侯建白提分手。童嘉月的男朋友                                                 |
| 李汶翰        | 云高洋 | 云氏集團的二公子，齐景浩的发小，家境优渥，爱豪车，爱炫富，爱嘴贱，更爱他的女友娜娜。这样一个纨绔子弟，在女友娜娜面前却是一个超级乖乖牌，整天被娜娜指使得团团转，还甘之如饴。颜晓希刚进入兵乓球社，妄图想欺负使唤颜晓希，不幸被颜晓希反制，悲催的沦为了兵乓球社的“助理小弟”，常常笑料百出，是社团的开心果。                                                                                             |
| 卢洋洋        | 白薇   | 颜晓希初入腾远学院的邻桌同学，齐景浩的广大迷妹之一，校花童嘉月的劲敌。颜晓希进入腾远学院后交到的第一个朋友。白薇见颜晓希与齐景浩关系密切，在颜晓希明确表达自己对齐景浩不感兴趣后，希望借助颜晓希获得齐景浩的青睐，却发现齐景浩和颜晓希的关系并不像颜晓希说的那么单纯。喜歡齊景浩，後來借侯建白靠近齊景浩，因為在培訓中親昏迷的齊景浩，被侯建白看到，之後侯建白提分手，分手之後才發現自己喜歡上侯建白了 |
| 洪潇          | 姚娜娜 | 爱狗如命，家有两狗：一条是叫多利的哈士奇，还有一条“忠犬”云高洋。因不想云高洋一直不思进取当二世祖，一直鼓励支持云高洋的事业，并以身作则示范给云高洋看每个人都能突破自己，抵达更精彩的人生，于是再次参加啦啦队选拔。 |
| 李希侃        | 侯建英 | 侯建英是腾远球社主力球员之一的侯建白的亲弟弟，同时也是腾远学院的一名大一新生。母亲早早去世，父亲将两个孩子拉扯大，但在家里稍稍有些起色，兄弟俩才走出失去母亲的阴影不久，父亲不幸遭遇车祸变成了植物人。侯家兄弟自此失去了双亲最后的庇佑，十几年来都只能相依为命 之後為了送原料給某個老師也把命給陪上了。                                                                                                |
| 田淼          | 董兰英 | 颜晓希的生母。 |
| 张叹          | 乐冬冬 | 颜晓希的好朋友。 |
| 李世鹏        | 乐燕山 | 乐冬冬的父親。 |
| 李雅男        | 齐弘文 | 齐景浩的父親。 |
| 刘威葳        | 林语蓉 | 齐景浩的母親。顏志雲的前女朋友。 |
| 张双利        | 林修明 | 林语蓉的父親。齐景浩的外公。 |
| 陳麗娜 (演員) | 柳思涵 | 童嘉月的母親。衣服設計師。 |
| 林栋甫        | 何高原 | 何泽阳的父親。騰遠的校醫。 |
| 张天其        | 何泽阳 | 何高原的兒子。騰遠前乒乓隊員。騰遠乒乓隊的教练。 |
| 夏雨          | 杜俊才 | 騰遠的經理。 |
| 杨子龙        | 孙仲生 | 明德球队的教练。 |

## 電視原声
| 曲序 | 曲目                           |                      | 作曲           | 演唱                                   |
| ---- | ------------------------------ | -------------------- | -------------- | -------------------------------------- |
| 1.   | 《追光的你》（主题曲）         | 卡卡、胡旭、魏星     | 胡臻           | 范世錡、黄圣池、朱元冰、李汶翰、李希侃 |
| 2.   | 《恋爱词典》（主题曲）         | 卡卡、胡旭、魏星     | 黄一           | 卜冠今、李艺彤、卢洋洋、洪潇           |
| 3.   | 《小情书》（齐景浩角色曲）     | CoolZ、许维亨        | 许维亨         | 范世錡                                 |
| 4.   | 《想飞》（颜晓希角色曲）       | 魏星、CoolZ          | 林正           | 卜冠今                                 |
| 5.   | 《勾勾手的约定》（厉圣角色曲） | 林正                 | 林正           | 黄圣池                                 |
| 6.   | 《软糖沙滩》（云高洋角色曲）   | 耕耕                 | 王健           | 李汶翰                                 |
| 7.   | 《硬糖甜心》（姚娜娜角色曲）   | CoolZ                | 黄一           | 洪潇                                   |
| 8.   | 《明明就》（白薇角色曲）       | CoolZ                | 黄一           | 卢洋洋                                 |
| 9.   | 《爱与骄傲》（童嘉月角色曲）   | 卡卡、王一栩、戴千笑 | 黄一           | 李艺彤                                 |
| 10.  | 《就让我》（侯建白角色曲）     | 魏星                 | C-Minor        | 朱元冰                                 |
| 11.  | 《乖男孩》（侯建英角色曲）     | CoolZ                | 阿沁           | 李希侃                                 |
| 12.  | 《来日方甜》 (女生版)（插曲）  | 风弄                 | 洪永桓、Sophia | 李艺彤                                 |